# Qiaoxi (Shijiazhuang)
Qiaoxi (en chino, 桥西; pinyin, Qiáoxī (escuchar)ⓘ) es un distrito urbano bajo la administración directa de la ciudad-prefectura de Shijiazhuang. Se ubica en la provincia de Hebei, este de la República Popular China. Su área es de 68 km² y su población total para 2014 superó los 870 mil habitantes.

## Administración
El distrito Qiaoxi se divide en 17 pueblos que se administran en subdistritos.

## Toponimia
Qiaoxi [/Chiáo-Xi/] significa 'al oeste del puente', porque originalmente empezó a construirse al rededor del gran puente ferroviario de piedra, en la orilla occidental del río Qingshui (清水河).
En 1955, pasó a llamarse Yongan (永安), en 1956, se fusionó con Xinhua (新华) y recuperó el nombre Qiaoxi. En 1969, se separo Xinhua y se llamó Hongwei (红卫). En 1979, el topónimo Qiaoxi fue restaurado hasta el día de hoy.